# Jan Hejda
Jan Hejda (* 18. Juni 1978 in Prag, Tschechoslowakei) ist ein ehemaliger tschechischer Eishockeyspieler, der im Verlauf seiner aktiven Karriere zwischen 1997 und 2015 unter anderem 637 Spiele für die Edmonton Oilers, Columbus Blue Jackets und Colorado Avalanche in der National Hockey League auf der Position des Verteidigers bestritten hat. Darüber hinaus spielte er für den HC Slavia Prag, mit dem er im Jahr 2003 Tschechischer Meister wurde, den HK ZSKA Moskau und Chimik Moskowskaja Oblast. Seinen größten Karriereerfolg feierte Heja im Trikot der tschechischen Nationalmannschaft mit dem Gewinn der Goldmedaille bei der Weltmeisterschaft 2005.

## Karriere

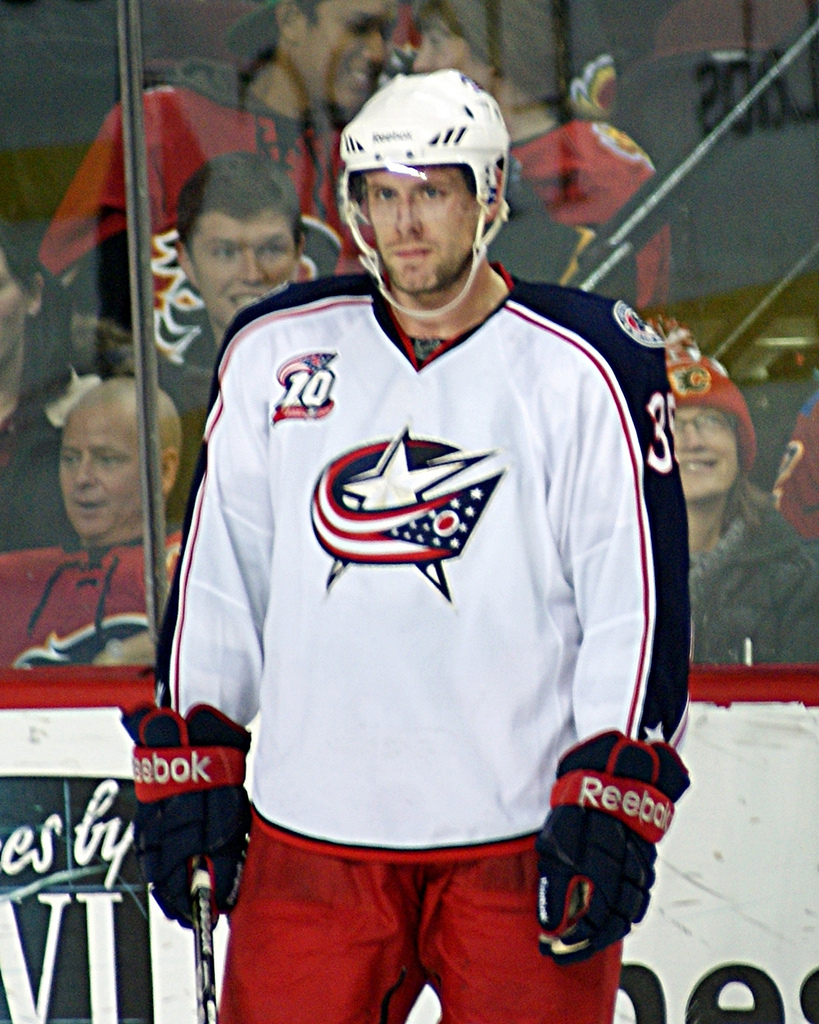
Hejda im Trikot der Columbus Blue Jackets (2010)

Jan Hejda begann seine Karriere beim HC Slavia Prag in der tschechischen Extraliga, bevor er beim NHL Entry Draft 2003 als 106. in der vierten Runde von den Buffalo Sabres ausgewählt (gedraftet) wurde. Zunächst wechselte der Linksschütze jedoch in die russische Superliga, wo er zwei Spielzeiten beim HK ZSKA Moskau und eine Saison bei Chimik Moskowskaja Oblast verbrachte. Im Juli 2006 wurde Hejda von den Sabres im Tausch gegen einen Siebtrunden-Draftpick zu den Edmonton Oilers transferiert, bei denen er noch in derselben Woche einen Einjahresvertrag unterschrieb. Seinen ersten NHL-Treffer erzielte der Abwehrspieler am 8. Januar 2007 mit dem entscheidenden Overtime-Tor gegen die Los Angeles Kings.
Im Juli 2007 unterschrieb Hejda einen Einjahresvertrag im Wert von einer Million US-Dollar bei den Columbus Blue Jackets. Mit einer Plus/Minus-Statistik von +20 nach der ersten Spielzeit avancierte er dort zu einem der besten Abwehrspieler, sodass sein Vertrag im April 2008 um drei Jahre verlängert wurde. Nachdem dieser Vertrag nicht verlängert worden war, unterschrieb Hejda am 1. Juli 2011 einen Vierjahresvertrag bei der Colorado Avalanche. Diesen erfüllte der Tscheche und war anschließend auf der Suche nach einem neuen Arbeitgeber. Im September 2015 absolvierte er das Trainingslager der Chicago Blackhawks, erhielt jedoch keinen Kontrakt. Zwei Monate später erhielt er einen Probevertrag bei den Lake Erie Monsters und blieb für diese in elf Spielen ohne Scorerpunkt. Anschließend beendete der 37-Jährige seine Karriere.

### International
Mit der tschechischen Nationalmannschaft wurde Jan Hejda im Jahr 2005 Weltmeister, außerdem bestritt er die WM-Endrunden 2003, 2004, 2008, 2013 und 2015. Darüber hinaus nahm er an den Olympischen Winterspielen 2010 im kanadischen Vancouver teil.

## Erfolge und Auszeichnungen
- 2003 Tschechischer Meister mit dem HC Slavia Prag
- 2005 Goldmedaille bei der Weltmeisterschaft
- 2006 Silbermedaille bei der Weltmeisterschaft

## Karrierestatistik

### International
Vertrat Tschechien bei:
| - Junioren-Weltmeisterschaft 1998 - Weltmeisterschaft 2003 - Weltmeisterschaft 2004 - Weltmeisterschaft 2005 - Weltmeisterschaft 2006 | - Weltmeisterschaft 2008 - Olympischen Winterspielen 2010 - Weltmeisterschaft 2013 - Weltmeisterschaft 2015 |

(Legende zur Spielerstatistik: Sp oder GP = absolvierte Spiele; T oder G = erzielte Tore; V oder A = erzielte Assists; Pkt oder Pts = erzielte Scorerpunkte; SM oder PIM = erhaltene Strafminuten; +/− = Plus/Minus-Bilanz; PP = erzielte Überzahltore; SH = erzielte Unterzahltore; GW = erzielte Siegtore; 1 Play-downs/Relegation; Kursiv: Statistik nicht vollständig)